# Peter Schäfer
Peter Schäfer (* 29. června 1943, Mülheim an der Ruhr) je německý judaista zaměřený na období antiky a raného středověku.

## Život
Vystudoval teologii, filosofii a judaistiku na bonnské univerzitě, Hebrejské univerzitě v Jeruzalémě a freiburské univerzitě. Roku 1973 se habilitoval v judaistice na Univerzitě Johanna Wolfganga Goetheho ve Frankfurtu a záhy začal pracovat na univerzitě v Kolíně nad Rýnem, kde se roku 1982 stal řádným profesorem. Roku 1984 přešel na Svobodnou univerzitu Berlín a stal se ředitelem Institutu judaistiky. Od roku 1998 působí na Princetonské univerzitě, kde od roku 2005 vede studijní program judaistiky.